# Stradone
Stradone (irl.: Sraith an Domhain) – wieś w hrabstwie Cavan w Irlandii, położona 10 km na wschód od miasta Cavan.